# Keidi Bare
Keidi Bare (n. 28 august 1997, Fier, Regiunea Fier, Albania), este un fotbalist albanez, care joacă pe post de mijlocaș la Zaragoza în Segunda División. Pe plan internațional, are prezențe la națională pentru Albania U17⁠(d), Albania U19⁠(d), Albania U21⁠(d) și Albania.

## Cariera pe echipe

### Apolonia Fier
Născut la Fier, Bare și-a început cariera de tineret pentru Olimpic CF în ianuarie 2010 și după 2 sezoane și jumătate s-a mutat la clubul din orașul său natal Apolonia Fier. El a jucat mai întâi în cadrul grupelor de juniori, iar în sezonul 2013-2014 a jucat la echipa sub 19 ani, jucând 18 meciuri în care a marcat 4 goluri. A fost inclus pentru prima dată în lotul echipei mari la vârsta de 16 ani pentru meciul de cupă împotriva lui Tërbuni Pukë, în care nu a jucat. A debutat în fotbalul profesionist pe 9 noiembrie 2013 în victoria cu Pogradeci, intrând în a doua repriză. În decembrie 2013 a dat probe pentru Atlético Madrid.

### Atlético Madrid
La 26 decembrie 2013, Bare a devenit jucătorul lui Atlético Madrid după ce a trecut de probele organizate în cadrul unui mini-turneu care a avut loc la Tbilisi, Georgia, în care a fost numit și cel mai bun mijlocaș al turneului.
A fost inclus pentru prima dată în lotul echipei mari de către antrenorul Diego Simeone în ianuarie 2014 pentru meciul din Copa del Rey împotriva lui Las Palmas, în care a debutat pentru echipa din Madrid intrând în ultimele minute ale meciului în locul lui Angel Correa. În timp ce a jucat pentru Atlético Madrid B, Bare a ajutat la promovarea echipei în Segunda División B după ce echipa sa a învins-o pe Gimnástica de Torrelavega în dublă manșă cu scorul de 3-0 la general, cu Bare marcând în retur.
Bare a fost inclus din nou în lotul primei echipe, după ce Atlético a primit interdicție la transferuri pentru un sezon. El a jucat primul meci în sezonul 2017-2018 pe 25 octombrie, jucând ca titular într-un meci încheiat la egalitate, scor 1-1 cu Elche în turul șaisprezecimilor Copei del Rey din sezonul 2017-2018.

### Málaga
La 31 august 2018, Bare a fost transferat de Málaga CF și a fost trimis la echipa a doua din a treia divizie.

## Cariera la națională

### Albania U17
Bare a fost convocat pentru prima dată de selecționerul Džemal Mustedanagić la Echipa națională de fotbal a Albaniei sub 17 ani pentru runda de calificare la Campionatul European sub 17 ani al UEFA. El a jucat în toate cele trei meciuri din grupa A, în urma cărora Albania s-a calificat la turneul de elită.
El a făcut parte și din echipa care a participat la turneul de elită, în care Albania a fost plasată în Grupa 4. El a marcat primul său gol pentru reprezentativa sub-17 pe 26 martie 2014 în meciul cu Italia, care a fost pierdut de albanezi cu 1-2, și cu Bare purtând banderola de căpitan. Albania a fost eliminată după ce a pierdut celelalte două meciuri.

### Albania U19
În noiembrie 2014, a fost adus la echipa sub 19 ani de către antrenorul Altin Lala pentru campania de calificare la Campionatul European sub 19 ani al UEFA din 2015. A jucat 90 de minute în primele două meciuri împotriva Danemarcei și Portugaliei, primind un cartonaș galben în ambele meciuri, lucru care i-a adus suspendarea, și astfel a lipsit din ultimul meci din grupe împotriva Țării Galilor. Albania a fost eliminată după ce a pierdut toate cele trei meciuri.

### Albania U21
Bare a fost convocat la naționala Albaniei sub 21 de ani către selecționerul Redi Jupi pentru meciul de calificare la Campionatul European de juniori sub 20 de ani al UEFA din 2017 împotriva Ungariei la 13 octombrie 2015. El și-a făcut debutul la această categorie de vârstă la 12 noiembrie 2015 în meciul cu Portugalia, înlocuindu-l pe Rron Broja. El a mai jucat în alte 5 meciuri din grupă, Albania terminând pe locul 4 în Grupa 4.
Bare a continuat să facă parte din echipa de sub 21 de ani, fiind chemat în luna iunie pentru meciul amical împotriva Franței și pentru primul meci din calificările la Campionatul European sub 21 de ani împotriva Estoniei.

### Echipa națională a Albaniei
Bare a primit o convocare din partea selecționerului Gianni De Biasi pentru amicalul împotriva Bosniei și Herțegovinei la 28 martie 2017. A debutat pentru naționala mare pe 26 martie 2018 într-o înfrângere scor 0-1 împotriva Norvegiei, după ce a intrat ca din postura de rezervă în a doua repriză în locul lui Kamer Qaka.

## Statistici privind cariera

### Club
Până pe 21 ianuarie 2018 
| Club              | Sezon         | Ligă                    | Ligă    | Ligă   | Cupă    | Cupă   | Europa  | Europa | Altele  | Altele | Total   | Total  |
| Club              | Sezon         | Divizie                 | Meciuri | Goluri | Meciuri | Goluri | Meciuri | Goluri | Meciuri | Goluri | Meciuri | Goluri |
| ----------------- | ------------- | ----------------------- | ------- | ------ | ------- | ------ | ------- | ------ | ------- | ------ | ------- | ------ |
| Apolonia Fier     | 2013-2014     | Primul divizie albaneză | 2       | 0      | 1       | 0      | -       | -      | -       | -      | 3       | 0      |
| Atlético Madrid B | 2015-2016     | Tercera División        | 1       | 0      | -       | -      | -       | -      | -       | -      | 1       | 0      |
| Atlético Madrid B | 2016-2017     | Tercera División        | 35      | 2      | -       | -      | -       | -      | 2       | 1      | 37      | 3      |
| Atlético Madrid B | 2017-2018     | Segunda División B      | 19      | 1      | -       | -      | -       | -      | -       | -      | 19      | 1      |
| Atlético Madrid B | Total         | Total                   | 55      | 3      | -       | -      | -       | -      | 2       | 1      | 57      | 4      |
| Atlético Madrid   | 2016-2017     | La Liga                 | 0       | 0      | 1       | 0      | -       | -      | -       | -      | 1       | 0      |
| Atlético Madrid   | 2017-2018     | La Liga                 | 0       | 0      | 1       | 0      | -       | -      | -       | -      | 1       | 0      |
| Atlético Madrid   | Total         | Total                   | 0       | 0      | 2       | 0      | -       | -      | -       | -      | 2       | 0      |
| Total carieră     | Total carieră | Total carieră           | 56      | 2      | 3       | 0      | -       | -      | 2       | 1      | 61      | 3      |

1. ↑  Toate meciuri în play-offul Tercera División 2017